# Альмсик, Франциска ван
Франци́ска ван А́льмсик (нем. Franziska van Almsick; род. 5 апреля 1978 года, Берлин, ГДР) — немецкая пловчиха, десятикратный призёр Олимпийских игр (в том числе семь раз — в эстафетах), многократная чемпионка мира и Европы, экс-рекордсменка мира на дистанциях 50, 100 и 200 метров вольным стилем на «короткой воде» и 200 м на «длинной воде», а также в эстафете 4×100 м вольным стилем на «длинной воде» в составе сборной Германии. Специализировалась в плавании вольным стилем на дистанциях от 50 до 400 метров, также выступала в баттерфляе. Одна из сильнейших пловчих мира вольным стилем на протяжении 1990-х и начала 2000-х годов.

## Биография и достижения

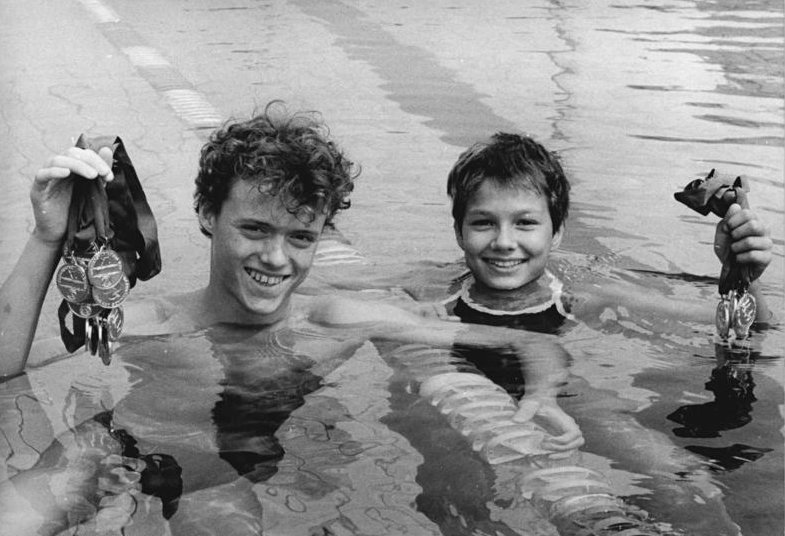
Ван Альмсик (справа) в 1989 году в возрасте 11 лет

Ван Альмсик является обладательницей наибольшего количества олимпийских наград среди тех, кто никогда не выигрывал олимпийское золото, а также наибольшего количества серебряных и бронзовых наград в сумме среди всех спортсменов. Ван Альмсик делит рекорд по наибольшему количеству олимпийских бронзовых наград в истории (по 6) с финским лыжником Харри Кирвесниеми, финским гимнастом Хейкки Саволайненом, российским гимнастом Алексеем Немовым и ямайской бегуньей Мерлин Отти. 
На четырёх Олимпийских играх подряд ван Альмсик выигрывала медали (три — в личных дисциплинах и семь — в эстафетах), но так ни разу и не сумела подняться на высшую ступень олимпийского пьедестала. Кроме 10 медалей немка на Олимпийских играх ещё три раза занимала четвёртое место (все — в эстафетах) и два раза — пятое. Дважды Франциска была близка к золоту на дистанции 200 метров вольным стилем: в 1992 году в Барселоне 14-летняя немка лишь 0,10 сек уступила на финише американке Николь Хайслетт, а через 4 года на Играх в Атланте Франциска проиграла костариканке Клаудии Полл 0,41 сек.

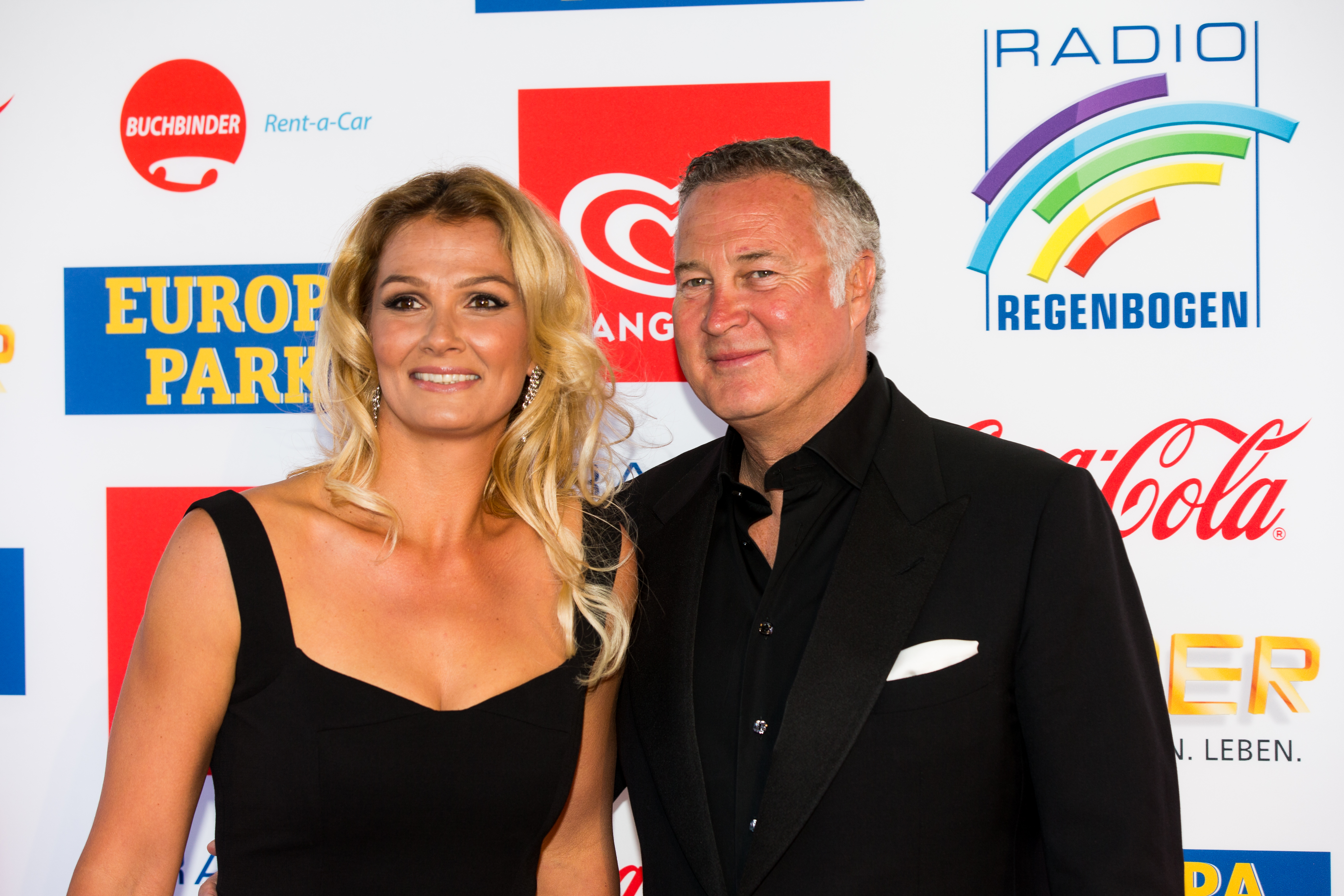
Франциска и её партнёр Юрген Хардер, 2017 год

В отличие от Олимпийских игр на чемпионатах Европы на «длинной воде» ван Альмсик завоевала огромное количество золотых наград. В 1993 году в Шеффилде немка стала 6-кратной чемпионкой, через 2 года в Вене выиграла ещё 5 золотых медалей, в 1999 году в Стамбуле стала двукратной чемпионкой, а через 3 года в родном Берлине выиграла ещё 5 золотых наград. На счету ван Альмсик также 4 золотые награды чемпионатов Европы на «короткой воде» в 1992 и 1998 годах.
На чемпионатах мира на «длинной воде» на счету Франциски 2 золота: в 1994 году в Риме на дистанции 200 метров вольным стилем (с мировым рекордом) и в 1998 году в Перте в эстафете 4×200 м вольным стилем. Кроме того она выиграла на чемпионатах мира ещё 2 серебра и 2 бронзы.
Мировой рекорд на дистанции 200 метров вольным стилем на «длинной воде» Франциска удерживала более 12,5 лет — с 6 сентября 1994 года по 27 марта 2007 года, пока его не превзошла итальянка Федерика Пеллегрини.
Трижды Франциска признавалась лучшей спортсменкой Германии (1993, 1995 и 2002), трижды лучшей пловчихой Европы (1993, 1994 и 2002) и один раз (1993) лучшей пловчихой мира.
В 1990-х годах встречалась с немецким пловцом Штеффеном Цеснером (род. 1967). В начале 2000-х встречалась с немецким гандболистом Штефаном Кречмаром. В 2005 году познакомилась с бизнесменом Юргеном Хардером (нем. Jürgen B. Harder). Пара живёт в Гейдельберге. 7 января 2007 года и 20 мая 2013 года у Франциски родились два сына.

## Ван Альмсик на летних Олимпийских играх
Зелёным выделены участия в финальных заплывах
| Дистанция                        | 1992 | 1996 | 2000 | 2004 |
| -------------------------------- | ---- | ---- | ---- | ---- |
| 50 метров вольным стилем         | DSQ  | —    | —    | —    |
| 100 метров вольным стилем        | 3    | 5    | —    | 17   |
| 200 метров вольным стилем        | 2    | 2    | 11   | 5    |
| 100 метров баттерфляем           | 7    | —    | 17   | 17   |
| 200 метров баттерфляем           | —    | —    | 28   | —    |
| Эстафета 4×100 м вольным стилем  | 3    | 3    | 4    | 4    |
| Эстафета 4×200 м вольным стилем  | —    | 2    | 3    | 3    |
| Комбинированная эстафета 4×100 м | 2    | 6    | 4    | 3    |